# Пам'ятники Івану Мазепі
Пам'ятники Івану Мазепі, гетьману України у 1687-1709 роках, встановлені як в Україні, так і в різних країнах світу. Перші монументи Івану Мазепі було встановлено за межами України, в Австрії та США. Першим і єдиним протягом трохи більше року (станом на кінець літа 2017 року) пам'ятником Івану Мазепі, де він зображений на повний зріст, є його пам'ятник у Полтаві, відкритий 7 травня 2016 року. Другим пам'ятником Мазепі на повен зріст і першим на Харківщині став пам'ятник цьому гетьману у райцентрі Коломаку, відкритий улітку 2017 року.
Нижче подано список усіх наявних на даний час пам'ятників у хронології їх спорудження.

## Список пам'ятників Івану Мазепі
| Пам'ятники Івану Мазепі                             | Пам'ятники Івану Мазепі | Пам'ятники Івану Мазепі             | Пам'ятники Івану Мазепі | Пам'ятники Івану Мазепі                                           | Пам'ятники Івану Мазепі                                                                               |
| Населений пункт                                     | Країна                  | Зображення                          | Відкрито                | Автор(и)                                                          | Примітки                                                                                              |
| --------------------------------------------------- | ----------------------- | ----------------------------------- | ----------------------- | ----------------------------------------------------------------- | --- |
| Перхтольдсдорф                                      | Австрія                 |                                     | невідомо                | невідомо                                                          | Докладніше : Пам'ятник Івану Мазепі (Перхтольдсдорф)                                                  |
| Кергонксон                                          | США                     |                                     | початок 1990-х          | автор проєкту Сергій Литвиненко                                   | Докладніше : Пам'ятник Івану Мазепі (Кергонксон)                                                      |
| Мазепинці                                           | Україна                 |                                     | 6 листопада 1994        | скульптор Євген Горбань                                           | Докладніше : Пам'ятник Івану Мазепі (Мазепинці)                                                       |
| Галац                                               | Румунія                 |                                     | 6 травня 2004           | скульптор Георге Тенасе                                           | Докладніше : Пам'ятник Івану Мазепі (Галац)                                                           |
| Дігтярівка                                          | Україна                 |                                     | 11 вересня 2008         | невідомо                                                          | Докладніше : Пам'ятник гетьману Мазепі та королю Карлу XII (Дігтярівка)                               |
| Батурин (в скульптурній групі «Молитва за Україну») | Україна                 |                                     | 22 січня 2009           | Микола Мазур, Богдан Мазур                                        | Докладніше : Молитва за Україну (Батурин)                                                             |
| Чернігів                                            | Україна                 |                                     | 21 серпня 2009          | скульптор Геннадій Єршов, архітектор Володимир Павленко           | Докладніше : Пам'ятник Івану Мазепі (Чернігів)                                                        |
| Полтава                                             | Україна                 | Файл:Пам'ятник Мазепі у Полтаві.jpg | 7 травня 2016           | скульптори Микола Білик і Назар Білик, архітектор Віктор Шевченко | Докладніше : Пам'ятник Івану Мазепі (Полтава)                                                         |
| Коломак                                             | Україна                 |                                     | 22 липня 2017           | скульптор Сейфаддін Гурбанов                                      | Відкрито під час фестивалю «Гетьманська слава» з нагоди 330-ї річниці обрання Івана Мазепи гетьманом. |